# Senna quinquangulata
Senna quinquangulata är en ärtväxtart som först beskrevs av Louis Claude Marie Richard, och fick sitt nu gällande namn av Howard Samuel Irwin och Rupert Charles Barneby. Senna quinquangulata ingår i släktet sennor, och familjen ärtväxter.

## Underarter
Arten delas in i följande underarter:
- S. q. meizonoloba
- S. q. quinquangulata

## Bildgalleri

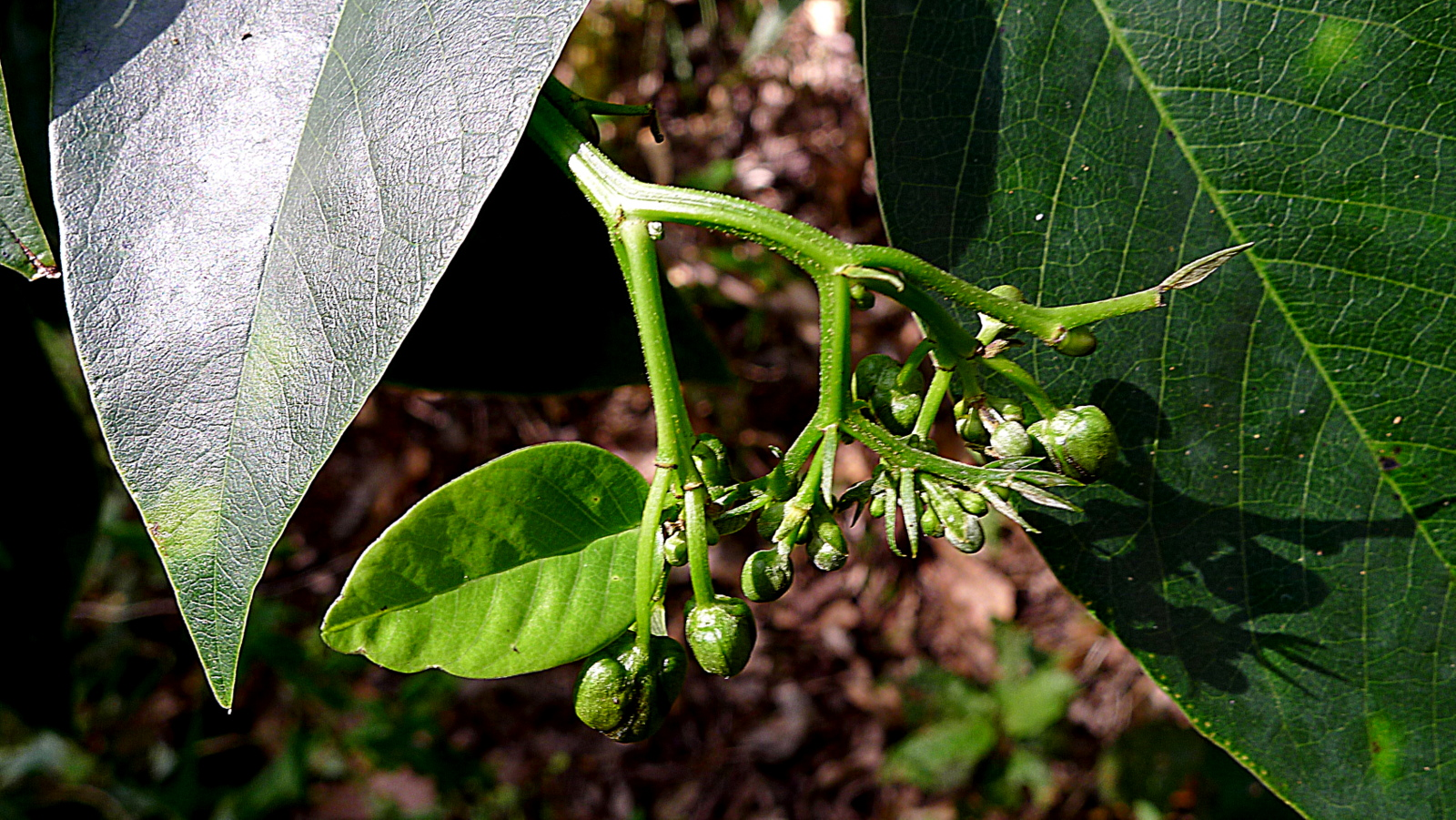
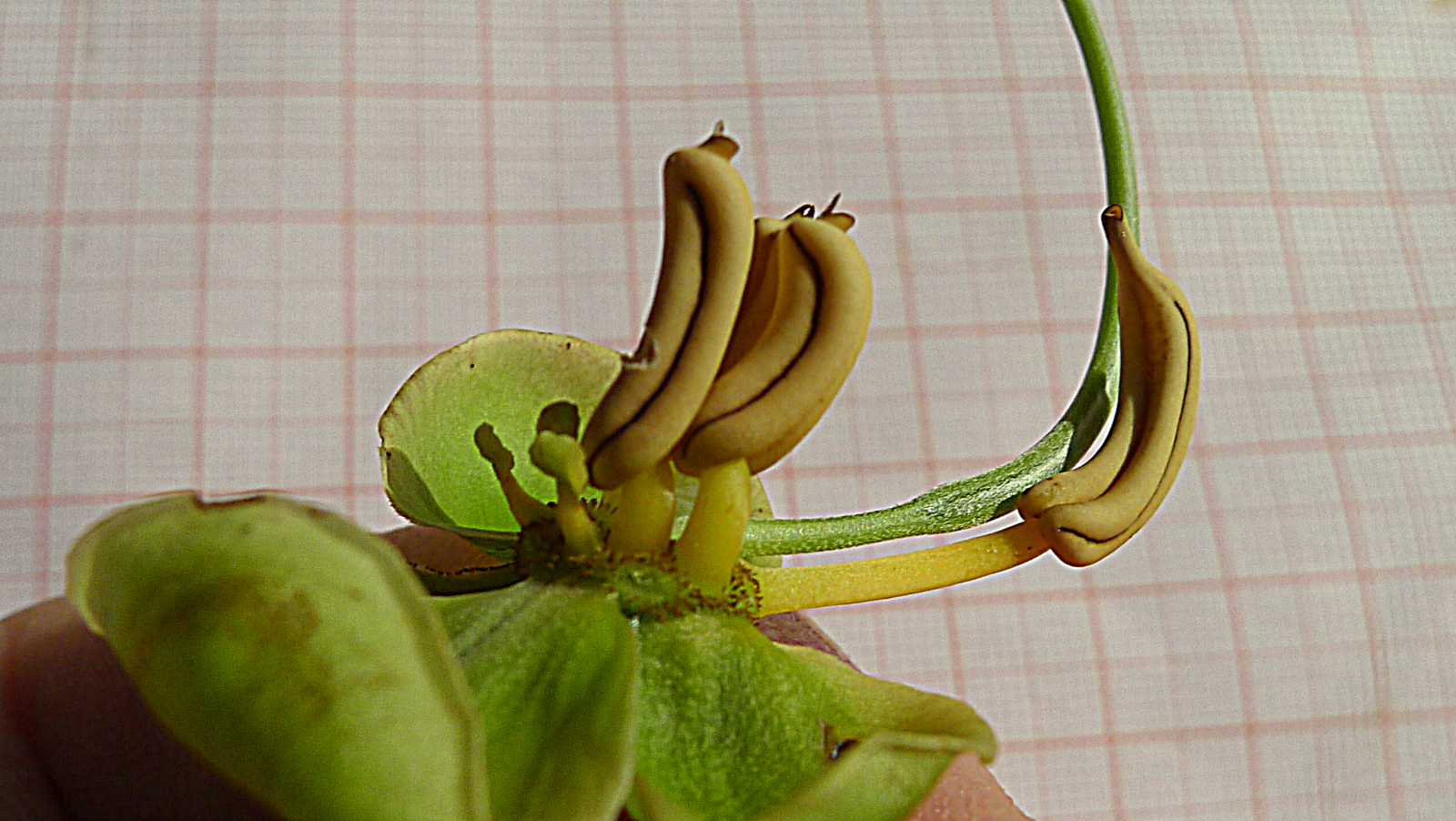
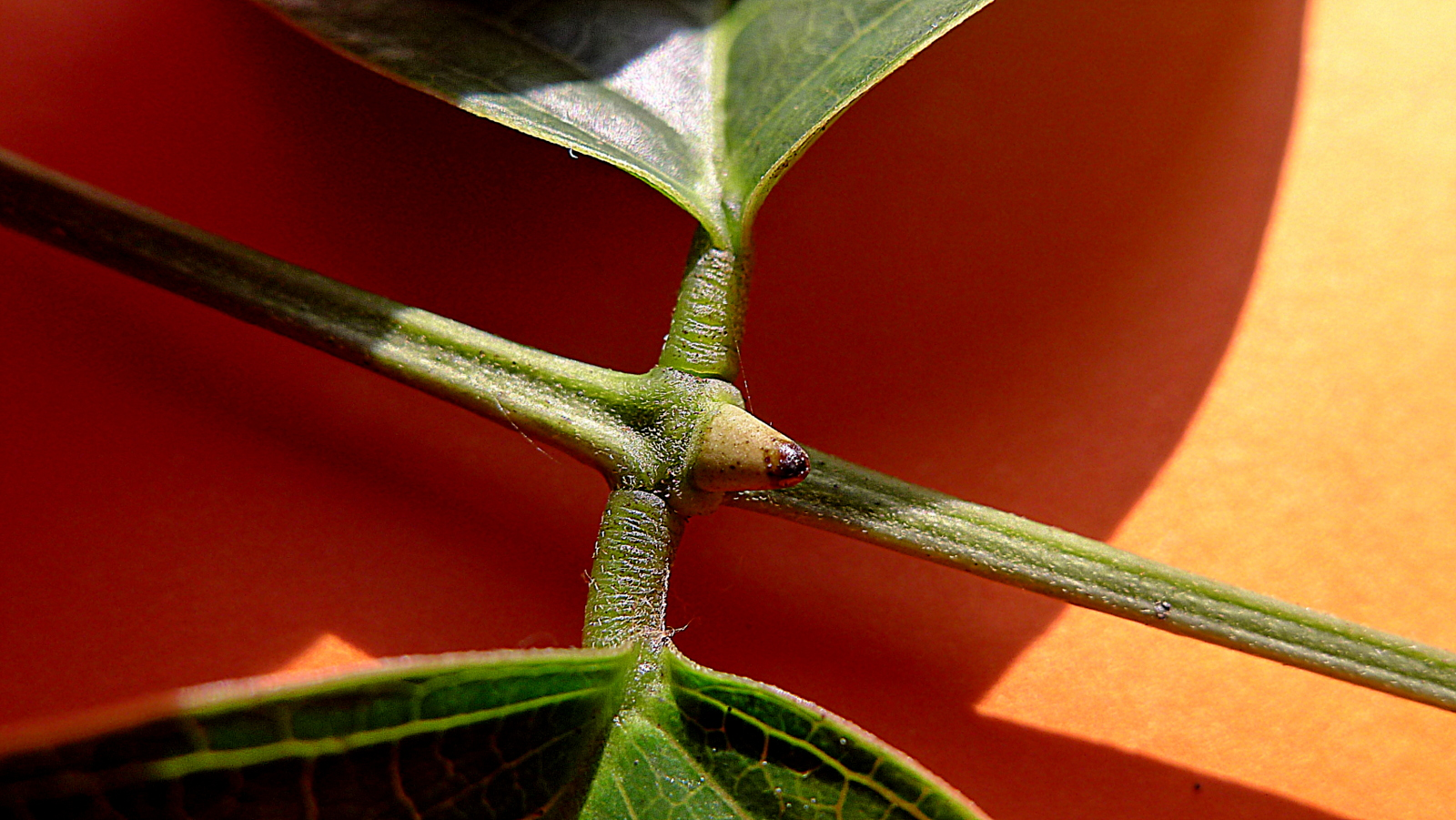
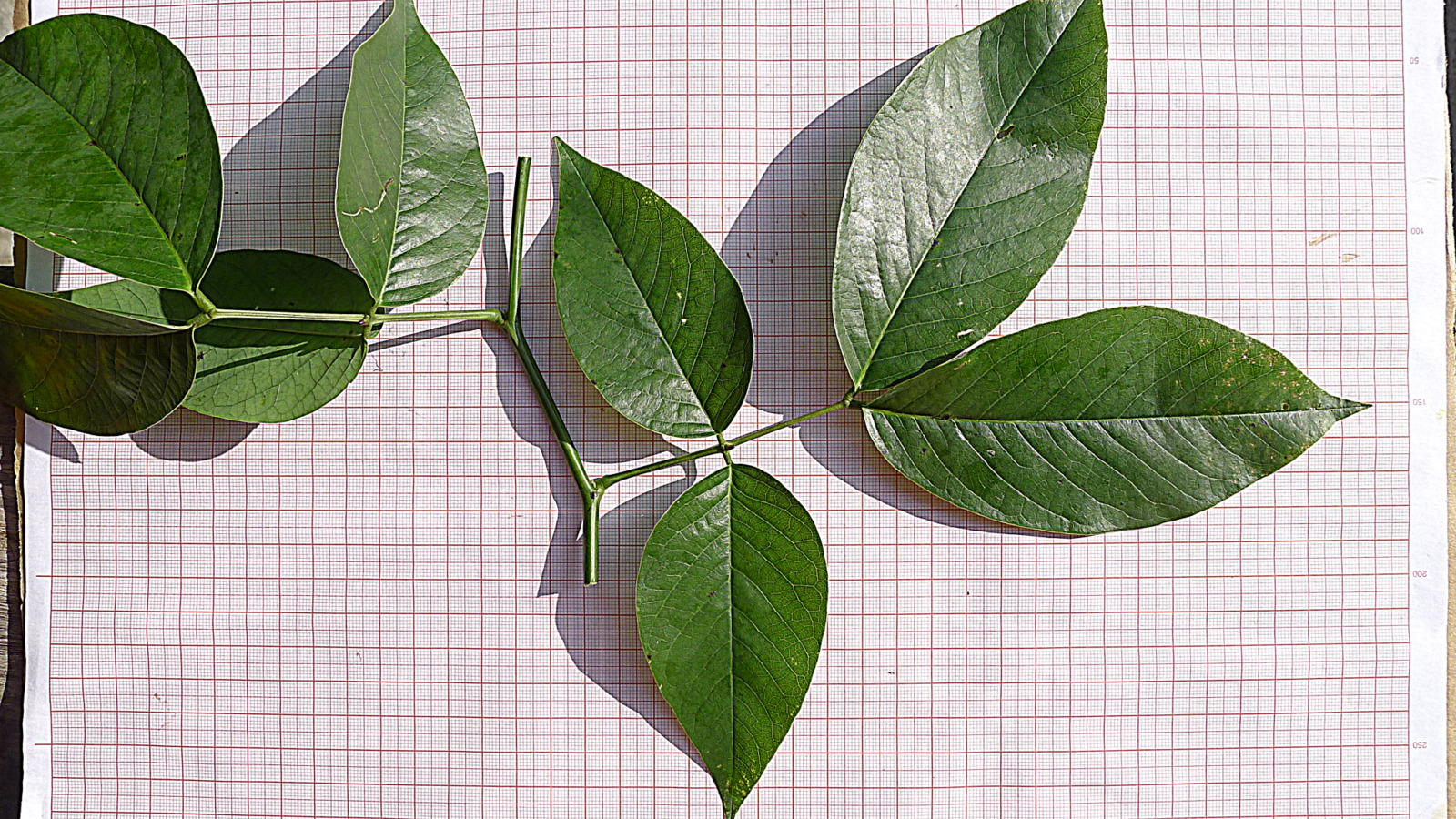